# Santuari de la Mare de Déu de Linares (Còrdova)
El santuari de La Mare de Déu de Linares està situat al nord de la ciutat de Còrdova, (Espanya), en els primers contraforts muntanyencs de Sierra Morena, i està connectat històricament amb la conquesta de la ciutat de Còrdova per Ferran III, el 1236, que hi va establir el seu campament i va crear sobre una antiga torre de guaita musulmana el primer santuari extramurs de la ciutat, el més antic de Còrdova i la província. Posteriorment es van anar afegint edificacions i, malgrat les seves transformacions, conserva elements d'interès com la torre guaita hispanomusulmana i l'esquema espacial de l'ermita.

## Descripció

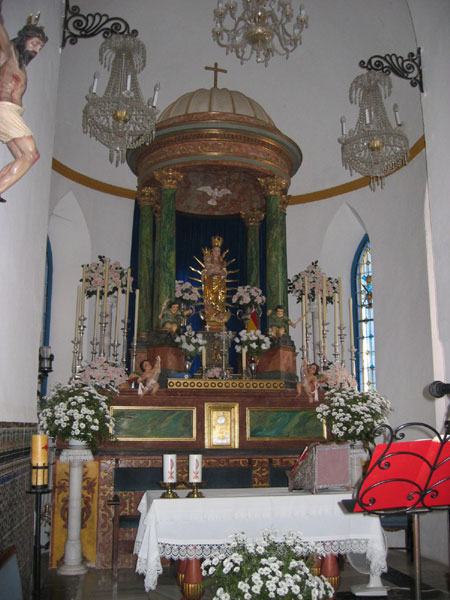
Interior del santuari.

El Santuari és un complex arquitectònic, basat en un nucli preexistent, una talaia o torre guaita, a la que amb posterioritat se li van anar adossant, fins a constituir una unitat constructiva, una sèrie de construccions: el temple, l'hostatgeria i l'habitatge de l'aposentador. Tots aquests elements estan assemblats, conformant un únic edifici.
La torre, pertanyent a l'arquitectura militar islàmica del segle IX, va ser, segons la tradició, el lloc que va triar el rei Ferran III perquè servís de primer temple a la Mare de Déu. És de planta quadrada, fàbrica de maçoneria amb carreus a les cantonades i dues plantes. La planta baixa, inclosa dins de l'àmbit de l'església, constitueix l'antic presbiteri i està coberta amb volta de canó.
El temple és de creu llatina amb un afegit posterior per a formar un absis. Es compon d'atri amb cor alt, una nau, capelles laterals, presbiteri i absis. L'atri, de planta rectangular, presenta una porta exterior amb arc de mig punt, recercada per arrabà i tanca de forja. Es cobreix amb sostre pla i en els murs es conserven alguns exvots. La portada interior d'accés a la nau és de pedra calcària, amb un arc apuntat la clau del qual porta tallat l'emblema de Linares, es recolza en uns brancals de pedra que acaben en una imposta de la qual arrenquen tant l'arc com l'arrabà. Tots aquests elements arquitectònics tenen una motllura de perfilería gòtica.
La nau és de planta rectangular allargada i no gaire regular, amb dos braços oberts a la nau central per arcs apuntats i capelles laterals decorades amb retaules. El més excel·lent d'aquest espai és la col·lecció de pintura amb obres d'Antonio del Castillo o Juan de Alfaro i altres de Zambrano, Sarabia i anònims cordovesos del segle xvii.
Des del costat dret del temple s'accedeix a la sagristia, on es troba l'exvot més antic, datat el 1717. També annexa al mur dret se situa la casa de l'aposentador, amb dues plantes. En la part esquerra es troba part de l'antiga hostatgeria.
La façana principal del santuari reprodueix els esquemes de cases de camp dels segles XVIII i XIX, amb un marcat caràcter popular.

## Romeria al Santuari de la Mare de Déu de Linares.

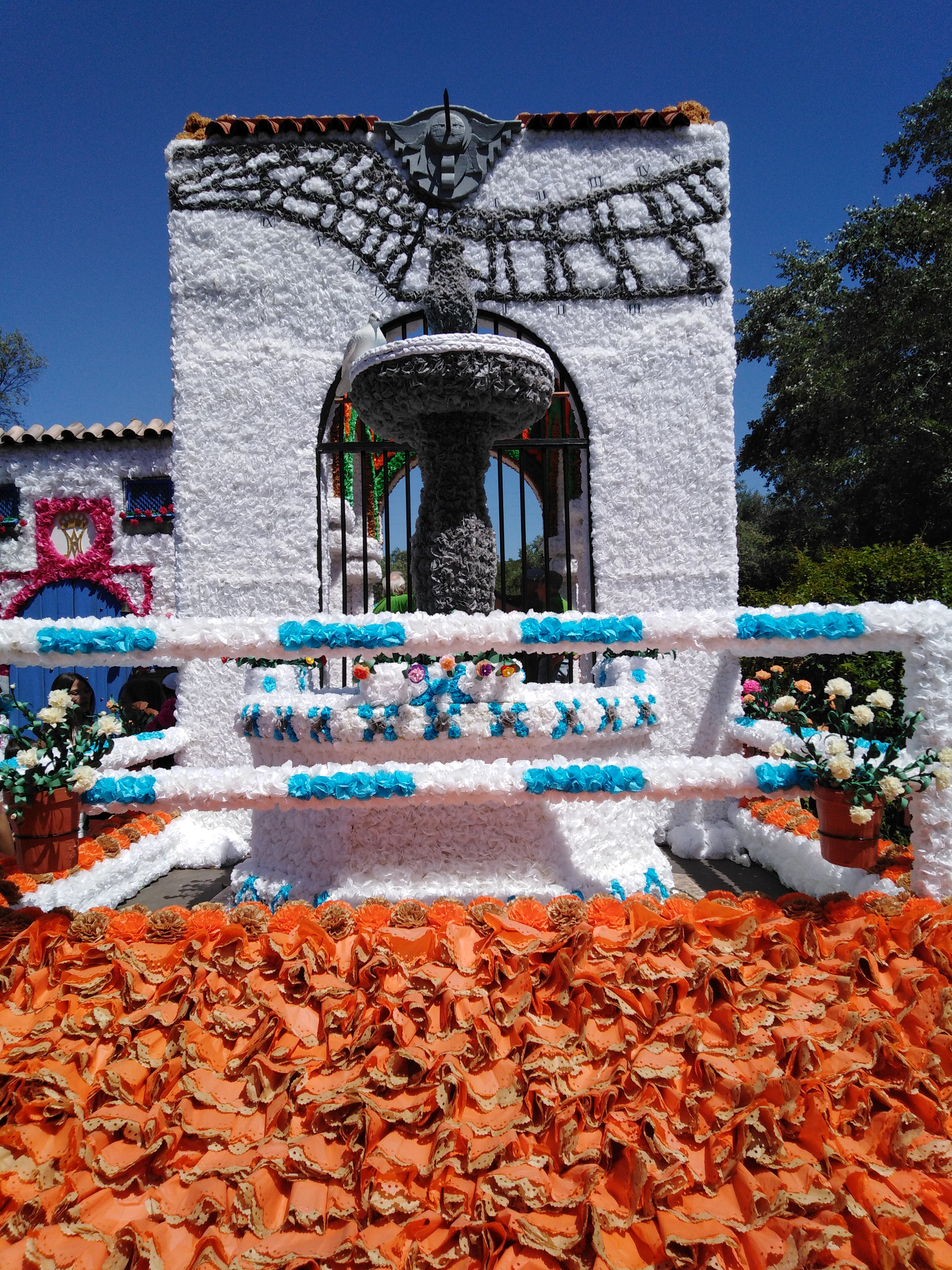
Carrossa Romiatge de Linares 2019

Gran és la devoció del poble de Còrdova per la Mare de Déu de Linares que es remunta fins a la reconquesta de la ciutat per tropes cristianes l'any 1236 capitanejades pel rei Ferran III, el mateix monarca, com tot el seu exèrcit, la veneraven, pel que se la coneix també com la Mare de Déu Conqueridora i Capitana.
És quan la germanor de la Verge de Linares parteix des de Còrdova per a dirigir-se cap al Santuari de la Verge de Linares que es troba a pocs quilòmetres de la capital en els contraforts de la Serra de Còrdova per a venerar a la Verge santa de Linares.
Cavallistes, carrosses engalanades i romers vestits amb els vestits típics formen el festeig que, cada mes de maig, recorre els principals carrers de Còrdova per a continuar la seva marxa cap el santuari on els pelegrins reben la benedicció de la Mare de Déu i es premia a les carrosses millor vestides. En aquest ambient festiu on els cants rociers i els balls de sevillana no poden faltar, famílies i amics passen als voltants del santuari un dia de convivència festejant aquest dia tan especial.